# Conirostrum bicolor
A Conirostrum bicolor a madarak osztályának verébalakúak (Passeriformes) rendjébe és a tangarafélék (Thraupidae) családjába tartozó faj.

## Rendszerezése
A fajt Louis Pierre Vieillot francia ornitológus írta le 1809-ben, a Sylvia nembe Sylvia bicolor néven.

## Alfajai
- Conirostrum bicolor bicolor (Vieillot, 1809)
- Conirostrum bicolor minus (Hellmayr, 1935)[2]

## Előfordulása
Dél-Amerika északi részén, Brazília, Ecuador, Francia Guyana, Guyana, Kolumbia, Peru, Suriname, Trinidad és Tobago, valamint Venezuela területén honos.
Természetes élőhelyei a szubtrópusi és trópusi síkvidéki esőerdők, mangroveerdő és cserjések. Állandó, nem vonuló faj.

## Megjelenése
Testhossza 11 centiméter.

## Szaporodása
Csésze alakú fészkét a talajra készíti, fészekalja általában két tojásból áll.

## Természetvédelmi helyzete
Az elterjedési területe rendkívül nagy, de az erdőirtások miatt gyorsan csökken, egyedszáma is csökken. A Természetvédelmi Világszövetség Vörös listáján mérsékelten fenyegetett fajként szerepel.